# Petra Lugtenburg
Petra Lugtenburg, artiestennaam p'etra (Hilversum, 18 maart 1960 - augustus 2019) was een Nederlandse singer-songwriter.
Lugtenburg groeide op in Blaricum als dochter van zangeres Reny Boone en Ger Lugtenburg. Toen zij 17 was, stelde jazzzangeres Greetje Kauffeld haar voor aan het publiek in het programma Patenkinder van de Sender Freies Berlin, als haar “Patenkind”. In dat jaar kwam p'etra ook in de finale van VARA's Voorstelling.
Begin jaren ’80 combineerde zij het muziekmaken met een studie Franse taal- en letterkunde. Ze was het gezicht van de band Cloud Nine, waarvan het album Waterland werd geproduceerd door Henk Hofstede en Robert Jan Stips van de New Wave groep Nits, zong vervolgens mee op de cd “Henk” en ging mee op tournee. Later zong ze in de band Siobhan met alle ex-leden van The Dutch. Ook participeerde p'etra in talrijke projecten en werkte ze onder anderen met Tom America, Curtis Clark, Michael Vatcher, Sebastiaan Koolhoven, Bryant Didier en ex-Gotcha! Piet van Steenis. “Shellfire” is haar eerste solo-cd. Deze kreeg alom lovende kritieken en werd door muziekblad OOR gekenmerkt als eerste Nederlandse triphop-cd. 
Naast een clubtour volgde een optreden op North Sea Jazz. Ze verruilde de stad voor de natuur en schreef met gitarist Freek van Calsteren de nu-folk liedjes voor haar EP “On the road” die in 2012 uitkwam. De EP en de gelijknamige single verschenen op haar eigen label MAPE Records.
Lugtenburg overleed in augustus 2019. De doodsoorzaak was niet bekendgemaakt. Haar overlijden werd bekendgemaakt door de Nits op hun Facebook-pagina.